# Borisowka (rejon mordowski)
Borisowka (ros. Борисовка) – wieś (sieło) w Rosji, w obwodzie tambowskim, w rejonie mordowskim. W 2010 liczyła 181 mieszkańców.